# Рашович, Вук
Вук Ра́шович (серб. Вук Рашовић; род. 3 января 1973, Дортмунд, Северный Рейн-Вестфалия) — сербский футболист, защитник.

## Биография

### Клубная
С 1983 года играл в детской школе белградского «Партизана». В 1992 году подписал первый контракт.
В Россию попал после того, как футбольный менеджер Андрей Чернышов, представлявший интересы «Партизана» в России, показал Александру Тарханову кассеты с играми Вука. Начались переговоры, закончившиеся 11 декабря 2001 года подписанием контракта с самарскими «Крыльями Советов».

### В сборной
Провёл за сборную Союзной Республики Югославии 5 матчей.

### После окончания игровой карьеры
После окончания карьеры футболиста стал футбольным тренером. В качестве главного тренера возглавлял сербские «Телеоптик» и «Партизан», был ассистентом Славиши Йокановича, Горана Стевановича, Александара Станоевича.
Осенью 2014 начал работать в структуре минского «Динамо». В декабре стало известно, что Вук назначен спортивным директором клуба. В мае 2015 стал главным тренером «Динамо». После назначения тренера результаты команды улучшились. Минчане во второй раз в своей истории пробились в групповой этап Лиги Европы, где заняли 4-е место. В чемпионате «Динамо» финишировало на второй строчке. В конце сезона было принято решение оставить Рашовича на занимаемой должности. Перед следующим сезоном динамовцы столкнулись с финансовыми трудностями. В межсезонье «Динамо» отпустило лидеров команды, а заново сформированный коллектив не смог показывать стабильный результат. Команда вылетала из Кубка Белоруссии на стадии 1/8 и шла на третьем месте в чемпионате; в Лиге Европы был пройден юрмальский «Спартак» (2:1, 2:0) и сыгран матч вничью (1:1) с «Сент-Патрикс Атлетик». 15 июля 2016 Рашович был отправлен в отставку.
В 2018 году Рашович с саудовским «Аль-Фейсали» дошёл до финала Кубка Короля, а в 2022 с «Аль-Фейхой» выиграл его.